# پرتره اسب‌سوار شارلکن
پرترهٔ اسب‌سوار شارلکن (یا شارلکن در مولبرگ) یک نقاشی رنگ روغن روی بوم اثر هنرمند رنسانس ایتالیایی تیسین است که بین آوریل و سپتامبر ۱۵۴۸ همزمان با حضور هنرمند در دربار آوگسبورگ کشیده شده‌است. این اثر پیروزی قاطعانهٔ امپراتور مقدس روم و پادشاه اسپانیا شارلکن (کارل پنجم) را در نبرد مولبرگ علیه اتحاد امیران پروتستان آلمانی در سال ۱۵۴۷ به تصویر می‌کشد.
تیسین همه عناصر نقاشی از اسب، برگستوانش، و زره سوار را از دقیقاً همان‌گونه که در نبرد حضور داشته‌اند به تصویر کشیده‌است. زره و زین اسب تا به امروز باقی مانده‌اند و در موزه سلاح سلطنتی مادرین نگهداری می‌شوند. این اثر به سبب موفقیتش در به نمایش کشیدن قدرت سوار و اسب شناخته می‌شود و بر نقاشی‌های سلطنتی پس از خود تأثیر بسیاری گذارده‌است.
موزه دل پرادوی مادرید این اثر را در سال ۱۸۲۷ به‌دست‌آورد.

## نگارخانه
- کاری چوبی منقش به ماکسیمیلیان یکم، امپراتور مقدس روم (۱۵۰۸)
- پرتره اسب‌سوار کارل یکم, آنتونی فان دیک، حدود. ۱۶۳۷–۳۸
- پرتره اسب‌سوار نخستین دوک ولینگتون, فرانسیسکو گویا، ۱۸۱۰ها